# Paris-Roubaix 1979
Paris-Roubaix 1979 a fost a 77-a ediție a Paris-Roubaix, o cursă clasică de ciclism de o zi din Franța. Evenimentul a avut loc pe 8 aprilie 1979 și s-a desfășurat pe o distanță de 264 de kilometri de la Compiègne până la velodromul din Roubaix. Câștigătorul a fost Francesco Moser din Italia de la echipa Sanson–Luxor TV–Campagnolo.

## Rezultate
| Loc | Concurent                   | Echipă                     | Timp       |
| --- | --------------------------- | -------------------------- | ---------- |
| 1   | Francesco Moser (ITA)       | Sanson–Luxor TV–Campagnolo | 6h 17' 28" |
| 2   | Roger De Vlaeminck (BEL)    | Gis Gelati                 | + 40"      |
| 3   | Hennie Kuiper (NED)         | Peugeot–Esso–Michelin      | + 40"      |
| 4   | Joop Zoetemelk (NED)        | Miko–Mercier–Vivagel       | + 40"      |
| 5   | Jan Raas (NED)              | TI–Raleigh–McGregor        | + 2' 14"   |
| 6   | Willy Teirlinck (BEL)       | Kas–Campagnolo             | + 2' 17"   |
| 7   | Walter Planckaert (BEL)     | Mini-Flat–V.D.B.–Pirelli   | + 2' 17"   |
| 8   | Marc Demeyer (BEL)          | Flandria–Ça va seul        | + 2' 17"   |
| 9   | Alfons De Wolf (BEL)        | Lano–Boule d'Or            | + 2' 27"   |
| 10  | Etienne Van der Helst (BEL) | Kas–Campagnolo             | + 2' 27"   |